# سیارک ۱۲۶۱۵
سیارک ۱۲۶۱۵ (به انگلیسی: 12615 Mendesdeleon، نامگذاری:4626P-L) دوازده هزار و ششصد و پانزدهمین سیارک کشف شده‌است که در ۲۴ سپتامبر ۱۹۶۰ کشف شد.